# Amateur Teens
Amateur Teens ist ein Schweizer Coming-of-Age-Film des Regisseurs Niklaus Hilber aus dem Jahr 2015. Der Film erzählt die Geschichte einer Gruppe von Teenagern, die – unter anderem geprägt von der Sexualisierung im Internet – sich mit ihren Gefühlen und Sehnsüchten auseinandersetzen müssen.

## Handlung
Selim interessiert sich für Sabrina, die auch seine Sekundarschule besucht. Von seinen Freunden Adi und Jan wird er dazu gedrängt, endlich seine Jungfräulichkeit zu verlieren und sich Sabrina anzunähern. Schliesslich verabreden sich Adi und Sabrina zu einem Kinobesuch. Sie treffen sich inner-  und ausserhalb der Schule. Sabrina erzählt Selim von den Schwierigkeiten, die sie bei der Berufswahl hat. Ein Bewerbungsgespräch für eine Lehre bei einer Versicherung endete in einem Debakel, und sie ist sich nicht sicher, ob sie das Gymnasium besuchen soll. An einem Samstag treffen trifft sich Selim bei Sabrina zuhause. Die beiden beschliessen, Sex miteinander zu haben. Später stellt sich bei einem Gespräch zwischen Selim und Sabrina heraus, dass es zu keiner Penetration gekommen ist, da es bei Selim zu einer vorzeitigen Ejakulation gekommen ist. Selim verliess peinlich berührt das Zuhause von Sabrina und liess diese verwirrt zurück. Milena erzählt diese Episode schliesslich in der Schule herum.
Die 14-jährige Milena kämpft selbst mit ihren Gefühlen und Sehnsüchten. Sie ist nicht an gleichaltrigen Jungen interessiert, die sie spöttisch «Bubis» nennt. So versucht beispielsweise Jan bei ihr zu landen, was von ihr aber vehement abgeblockt wird. In einem Chatforum – wo sie sich als 18-Jährige ausgibt – lernt sie einen 23-jährigen DJ kennen. Trotz Zweifeln geht sie zu ihm nach Hause, wo sie nach Alkoholkonsum schliesslich zum Vorspiel übergeht. In diesem Moment kommt der Mitbewohner ins Wohnzimmer. Später erzählt Milena ihrer Clique, dass sie mit beiden Männern gleichzeitig Sex hatte. Während sie gegenüber ihren Freundinnen mit dieser Geschichte prahlt, merkt man, dass sie diese Sache beschäftigt. Mit ihrer Bekanntschaft bricht sie schliesslich den Kontakt ab.
Lara ist neu an der Schule und hat es schwer, Anschluss bei den anderen Mädchen zu finden. Insbesondere Milena greift zu massivem Mobbing. Nur Sabrina scheint den Kontakt mit Lara aufzunehmen. Zufälligerweise treffen sich Jan und Lara, die im gleichen Block wohnen, im Lift. Spontan steigen die beiden auf das Dach des Hochhauses. Jan ist schwer beeindruckt davon, dass Lara sich auf das Geländer des Daches stellt. Eines Abends klingelt Lara bei Jan mit ein paar Bier und fragt, ob die beiden wieder auf das Dach steigen wollen. Jan meint, dass er zu einer Champions League Party bei Adi eingeladen sei, wohin er sie mitnimmt. An der Party ist Lara das einzige Mädchen unter fünf Jungen. Die sechs trinken reichlich Alkohol, und Jan verteilt noch jeweils eine Droge an alle.
Am nächsten Morgen stellt sich heraus, dass alle fünf Jungen  mit Lara Sex hatten. Da die ganze Schule darüber Bescheid weiss, flüchtet Lara weinend auf die Toilette. Dort hört sie Alina und Fatima, die darüber sprechen, wie cool und mutig Lara doch sei, einen Gangbang organisiert und damit Milena in den Schatten gestellt zu haben. Alina, Fatima und Lara werden am Ende des Filmes Freundinnen.
Selim fehlt an diesem Schultag. Später kommt er – sichtlich gezeichnet – zur Schulsozialarbeiterin. Er erzählt ihr detailliert, dass sie zu fünft Lara vergewaltigt haben. Die Schulsozialarbeiterin spricht das Ereignis mit Lara an, diese blockt aber – obschon von dem Angriff gezeichnet – unwirsch ab, dass dies alles einvernehmlich gewesen sei. Selim erfährt von dieser Aussage von Lara und ist offensichtlich entsetzt, dass Lara nicht die Wahrheit sagt. Verloren in seinen Gedanken, läuft Selim an einem Abend auf die Strasse und wird angefahren. Am Ende des Films besucht Sabrina Selim im Spital.

## Produktion
Die beiden Drehbuchautoren Patrick Tönz und Niklaus Hilber hatten bereits 2008 die Idee, etwas zum Thema Jugendliche und Sexualität zu machen, als es in dieser Zeit einige Aufmerksamkeit zu sexuellen Übergriffen von Jugendlichen gab. Zusammen hatten die beiden als Vorbereitung auf dem Film ein halbes Jahr (Tönz spricht von einem Jahr) mit zwei Sekundarschulklassen über Social Media und den ersten Sex gesprochen. Die Geschichten im Film beruhen auf wahren Begebenheiten oder seien zumindest davon inspiriert. Sie hätten während der Recherche sogar tragischere Geschichten als im Film gehört.

## Rezeption
Eva Fischer bezeichnete in ihrer Rezension des Filmes beim SRF die Verwischung zwischen Realität und Fiktion als Stärke des Films. Nicht nur den Jugendlichen im Film falle es schwer, «zwischen Täter und Opfer, Schuld und Unschuld zu unterscheiden».
Die Plattform Heftfilme lobte die «fast dokumentarische Genauigkeit» des Filmes mit seinen «konstanten Nahaufnahmen» der Jugendlichen mit ihren Handlungen und Gefühlen.
Yannick Suter war in seiner Betrachtung für Outnow wenig begeistert vom Film und hielt fest, dass der Film sich – seiner Meinung nach – nicht zwischen Dokumentarfilm und Komödie entscheiden könne: «Larry Clark auf schweizerdeutsch oder doch eher American Pie im Züri-Style? Hilber konnte sich nicht für eine Richtung entscheiden.»
Rolf Breiner hob in seiner Rezension die «dokumentarische Akribie» von Niklaus Hilber hervor und schloss mit folgendem Fazit: «Die Jugendlichen sind im Social-Media-Dschungel überfordert, aber auch bei der Frage nach Liebe oder Sex. Sie sind zwar kommunikationsgeil und ‑tüchtig, aber orientierungslos und dem Schein verfallen.»
In der Zeitung Blick wurde der Film als «Skandalfilm» bezeichnet.
Das Lexikon des internationalen Films beurteilt den Film als «[e]ngagiertes Drama um Pubertätskonflikte unter dem massiven Einfluss von Gruppendruck und Mobbing im World Wide Web, das […] an vielen inszenatorischen Defiziten krankt und dabei viel von seinem Potenzial verschenkt.»

## Auszeichnungen und Nominierungen
- 2015: Zurich Film Festival – Gewinner, Publikumspreis
- 2015: Zürcher Filmpreis − Gewinner
- 2016: Swiss Film Award – Nomination, Best Actress (Annina Walt)
- 2016: Swiss Film Award – Nomination, Best Performance in a Supporting Role (Chiara Carla Bär)
- 2016: Swiss Film Award – Nomination, Best Fiction Film